# Поліфемус (книга)
«Поліфемус» (англ. Polyphemus) — збірка оповідань у стилі наукової фантастики, фентезі та жахів американського письменника Майкла Ши. Вперше надрукована 1987 року видавництвом Arkham House тиражем 3528 примірників, перша книга автора в твердій обкладинці. Більшість оповідань окремо виходили на сторінках журналу «Фентезі & Сайнс фікшн».

## Зміст
«Поліфемус» містить наступні оповідання:
- «Передмова» від Альгіса Будріса
- «Поліфемус»
- «Ангел смерті»
- «Дядько Таггс»
- «Перлини королеви вампірів»
- «Жах на # 33»
- «Додатковий»
- «Розтин»

## Відгуки
Кріс Гілмор запропонував читачам, незнайомим з роботами Ши, «зробити все можливе, щоб звернутися до нього через збірку оповідань „Поліфемус“». 
Девід Прингл описав «Поліфемус» як «барвисті сюжети про наукову фантастику, в основному казки про монстрів останніх днів з чудовими очима і все з фантастичним або жахливим відтінком» та порівняв роботи Ши з роботами Кларка Ештона Сміта та Джека Ванса. Прингл оцінив «Поліфемуса» двома зірками з чотирьох.